# Leptopelis vannutellii
Espèce
Synonymes
- Hylambates vannutellii Boulenger, 1898

Statut de conservation UICN

 LC  : Préoccupation mineure
Leptopelis vannutellii est une espèce d'amphibiens de la famille des Arthroleptidae.

## Répartition
Cette espèce est endémique d'Éthiopie. Elle se rencontre de 1 500 à 2 200 m d'altitude.

## Description
Les mâles mesurent de 27 à 39 mm et les femelles de 40 à 46 mm.

## Étymologie
Cette espèce est nommée en l'honneur de Lamberto Vannutelli.

## Publication originale
- Boulenger, 1898 "1897" : Concluding report on the late Capt. Bottego’s collection of reptiles and batrachians from Somaliland and British East Africa. Annali del Museo Civico di Storia Naturale di Genova, ser. 2, vol. 18, p. 715-723 (texte intégral).